# Felix Wiedwald
Felix Wiedwald (Thedinghausen, Alemania Federal, 15 de marzo de 1990) es un exfutbolista alemán que jugaba de portero.

## Selección nacional
En 2009 jugó un encuentro con la selección de Alemania sub-20 contra Austria.

## Clubes
| Club                          | País         | Año       |
| ----------------------------- | ------------ | --------- |
| S. V. Werder Bremen II        | Alemania     | 2009-2010 |
| S. V. Werder Bremen           | Alemania     | 2010-2011 |
| M. S. V. Duisburgo            | Alemania     | 2011-2013 |
| Eintracht Fráncfort           | Alemania     | 2013-2015 |
| S. V. Werder Bremen           | Alemania     | 2015-2017 |
| Leeds United F. C.            | Inglaterra   | 2017-2018 |
| Eintracht Fráncfort           | Alemania     | 2018-2020 |
| M. S. V. Duisburgo (préstamo) | Alemania     | 2019      |
| F. C. Emmen                   | Países Bajos | 2020-2021 |
| S. V. Sandhausen              | Alemania     | 2022      |